# Postanawia umrzeć
Postanawia umrzeć – drugi solowy album polskiego rapera Bonsona. Krążek ukazał się 26 stycznia 2018 nakładem wytwórni StoproRap; za produkcję odpowiadał KPSN (z wyjątkiem utworu „Chcesz mnie poznać”), który udzielił się także rapując w utworze „Border”. Wśród pozostałych gości na płycie pojawili się także raperzy Flojd, Łuszy i Wu, wokaliści i wokalistki: Cywinsky, Justyna Kuśmierczyk, Marysia Starosta i Roma, a także gitarzysta Kamil Sarnicki. Za skrecze na płycie odpowiedzialni byli DJ Te i DJ Flip.
Album został bardzo dobrze przyjęty, uzyskując wysokie oceny w recenzjach i docierając do 1. miejsca zestawienia OLiS. W limitowanej wersji przedsprzedażowej w pakiecie dołączony był również na płycie DVD zapis wideo koncertu w klubie Pralnia w Szczecinie z udziałem zespołu z żywymi instrumentami oraz Romy. Płytę promowały teledyski do utworów „Postanawia umrzeć”, „Chcesz mnie poznać”, „Border”, „Martwy Król”, „Coś więcej” i „Pozory” (kolejność chronologiczna), a także wspólna trasa koncertowa „Ostatni Taki Tour” z KPSN-em i Reno, którą dodatkowo promował osobny singiel pt. „Ostatni taki”, możliwy do zakupienia tylko w jej trakcie.

## Lista utworów
Źródło: GlamRap
| Nr  | Tytuł utworu         | Gościnnie            | Producent | Skrecze | Długość |
| --- | -------------------- | -------------------- | --------- | ------- | ------- |
| 1.  | „Postanawia umrzeć”  |                      | KPSN      | DJ Flip | 3:34    |
| 2.  | „Pozory”             | Wu                   | KPSN      | DJ Te   | 4:14    |
| 3.  | „Razy”               |                      | KPSN      | DJ Te   | 3:24    |
| 4.  | „W dół”              | Marysia Starosta     | KPSN      |         | 3:51    |
| 5.  | „Martwy Król”        | Roma                 | KPSN      |         | 3:34    |
| 6.  | „Border”             | Flojd, KPSN          | KPSN      | DJ Te   | 4:35    |
| 7.  | „To tylko wstyd”     |                      | KPSN      |         | 4:07    |
| 8.  | „Moi idole nie żyją” | Cywinsky, Łuszy      | KPSN      |         | 4:37    |
| 9.  | „Rano”               |                      | KPSN      |         | 3:55    |
| 10. | „Coś więcej”         |                      | KPSN      |         | 3:45    |
| 11. | „Chcesz mnie poznać” | Roma, Kamil Sarnicki | Pelo      |         | 3:05    |
| 12. | „W dół” (remix)      | Justyna Kuśmierczyk  | KPSN      |         | 3:50    |
|     |                      |                      |           |         | 46:31   |